# Alexandru Novac
Alexandru Mihăiță Novac (* 24. März 1997 in Adjud) ist ein rumänischer Leichtathlet, der sich auf den Speerwurf spezialisiert hat. In dieser Disziplin ist er Inhaber des Nationalrekords.

## Sportliche Laufbahn
Alexandru Novac trat erstmals 2013 in nationalen Juniorenmeisterschaften im Speerwurf an und wurde dabei U18-Vizemeister sowie Bronzemedaillengewinner in der Altersklasse U20. Im Mai 2014 gelang ihm die Qualifikation zu den Olympischen Jugendspielen in Nanjing. Im Juni wurde er rumänischer U18-Meister. In der Qualifikation der olympischen Jugendspiele im August warf er den Speer auf 77,61 m und zog damit als Athlet mit der größten Qualifikationsweite in das Finale ein. Mit der Weite reihte er sich auf dem dritten Platz der ewigen Jugendweltbestenliste (U18) ein. Im Finale drei Tage später blieb er knapp vier Meter unter seiner Qualiweite und gewann mit 73,98 m die Silbermedaille. Seit der Saison 2015 tritt Novac mit dem finalen Wurfgewicht von 800 Gramm an. Im Sommer startete er bei den U20-Europameisterschaften in Eskilstuna, bei denen er mit 69,94 m den zehnten Platz belegte. Zuvor hatte er in Saison bereits konstant Weiten von mehr als 70 Metern aufgestellt.
2016 trat Novac bei den U20-Weltmeisterschaften in Bydgoszcz an, bei denen er den fünften Platz belegte. Im Mai 2017 warf er erstmals in einem Wettkampf über 80 Meter und wurde im Juli zunächst erstmals rumänischer Meister und anschließend Vierter bei den U23-Europameisterschaften, erneut in Bydgoszcz. Im August nahm er an den Weltmeisterschaften in London teil, bei denen er in der Qualifikation ausschied. Im Juli 2018 stellte Novac bei einem Wettkampf im italienischen Nembro einen neuen Nationalrekord von 86,37 m auf. Im August blieb er bei den Europameisterschaften in Berlin deutlich unter dieser Weite und schied als insgesamt 17. in der Qualifikation aus. Im Juli 2019 gewann er mit 81,75 m die Silbermedaille bei den U23-Europameisterschaften in Gävle. Bei den Weltmeisterschaften im Oktober in Doha warf er zwar noch einen guten Meter weiter, verpasste allerdings als 13. knapp den Einzug in das Finale der besten Zwölf. 2021 qualifizierte er sich zum ersten Mal für die Olympischen Sommerspiele. In Tokio gelang ihm mit Saisonbestleistung von 83,27 m in der Qualifikation der Einzug in das Finale, in dem er anschließend als Zwölfter allerdings den letzten Platz belegte. 2022 trat Novac in den USA zu seinen dritten Weltmeisterschaften an. Nachdem er den Speer in der Qualifikation auf 75,20 m warf, schied er ohne Chancen auf den Finaleinzug, weit abgeschlagen, aus. Anschließend trat er bei den Europameisterschaften in München an und belegte im Finale den neunten Platz.

## Wichtige Wettbewerbe
| Jahr                 | Veranstaltung             | Ort                  | Platz                | Disziplin            | Weite                |
| Startet für Rumänien | Startet für Rumänien      | Startet für Rumänien | Startet für Rumänien | Startet für Rumänien | Startet für Rumänien |
| -------------------- | ------------------------- | -------------------- | -------------------- | -------------------- | -------------------- |
| 2014                 | Olympische Jugendspiele   | Nanjing              | 2.                   | Speerwurf (700 g)    | 73,98 m              |
| 2015                 | U20-Europameisterschaften | Eskilstuna           | 10.                  | Speerwurf            | 69,94 m              |
| 2016                 | U20-Weltmeisterschaften   | Bydgoszcz            | 5.                   | Speerwurf            | 72,91 m              |
| 2017                 | U23-Europameisterschaften | Bydgoszcz            | 4.                   | Speerwurf            | 77,76 m              |
| 2017                 | Weltmeisterschaften       | London               | 29.                  | Speerwurf            | 74,67 m              |
| 2018                 | Europameisterschaften     | Berlin               | 17.                  | Speerwurf            | 76,44 m              |
| 2019                 | U23-Europameisterschaften | Gävle                | 2.                   | Speerwurf            | 81,75 m              |
| 2019                 | Weltmeisterschaften       | Doha                 | 13.                  | Speerwurf            | 82,12 m              |
| 2021                 | Olympische Sommerspiele   | Tokio                | 12.                  | Speerwurf            | 79,29 m              |
| 2022                 | Weltmeisterschaften       | Eugene               | 25.                  | Speerwurf            | 75,20 m              |
| 2022                 | Europameisterschaften     | München              | 9.                   | Speerwurf            | 75,78 m              |

## Leistungsentwicklung
- 2013: 62,61 m
- 2014: 68,49 m
- 2015: 73,71 m
- 2016: 78,66 m
- 2017: 82,90 m
- 2018: 86,37 m, (rumänischer Rekord)